# União das Freguesias de Viana do Castelo (Santa Maria Maior e Monserrate) e Meadela
Die União das Freguesias de Viana do Castelo (Santa Maria Maior e Monserrate) e Meadela ist eine portugiesische Gemeinde (Freguesia) im Kreis (Concelho) Viana do Castelo im Nordwesten Portugals.

## Geschichte
Die Gemeinde entstand im Zuge der Gebietsreform vom 29. September 2013 durch die Zusammenlegung der ehemaligen Gemeinden Santa Maria Maior, Monserrate und Meadela. Santa Maria Maior wurde Sitz der neuen Verwaltung.

## Demographie
| Freguesia | Freguesia                                                   | Freguesia | Freguesia       | ehemalige Freguesias | ehemalige Freguesias | ehemalige Freguesias | ehemalige Freguesias |
| --------- | ----------------------------------------------------------- | --------- | --------------- | -------------------- | -------------------- | -------------------- | -------------------- |
| Wappen    | Freguesia                                                   | Einwohner | Fläche in (km²) | Wappen               | Freguesia            | Einwohner            | Fläche in (km²)      |
|           | Viana do Castelo (Santa Maria Maior e Monserrate) e Meadela | 25157     | 14,32           |                      | Santa Maria Maior    | 10623                | 3,57                 |
|           | Viana do Castelo (Santa Maria Maior e Monserrate) e Meadela | 25157     | 14,32           | Monserrate           | 4927                 | 2,04                 |                      |
|           | Viana do Castelo (Santa Maria Maior e Monserrate) e Meadela | 25157     | 14,32           | Meadela              | 9777                 | 8,35                 |                      |